# Sparkassen Cup 1993
Lo Sparkassen Cup 1993 è stato un torneo femminile di tennis giocato sul sintetico indoor. È stata la 4ª edizione del torneo, che fa parte della categoria Tier II nell'ambito del WTA Tour 1993. Si è giocato a Lipsia in Germania, dal 27 settembre al 3 ottobre 1993.

## Campionesse

### Singolare
Steffi Graf ha battuto in finale  Jana Novotná con il punteggio di 6–2, 6–0

### Doppio
Nataša Zvereva /  Gigi Fernández hanno battuto in finale  Larisa Neiland /  Jana Novotná con il punteggio di 6–3 6–2